# Fjallavatn
Das Fjallavatn [ˈfjadlavatn] ist mit 1,02 km² der zweitgrößte Binnensee der Färöer und liegt auf der Insel Vágar. Die Umgebung des Sees gehört zu den wenigen Naturschutzgebieten des Landes.
Der See liegt im Norden von Vágar in einem abgeschiedenen Tal, wohin keine Autostraße, sondern nur ein Wanderweg führt. Die kürzeste Route geht von Vatnsoyrar Richtung Norden. Der See ist etwa 2 Kilometer lang und wird durch die Reipsá entwässert, die an der Nordküste durch einen 80 m hohen Wasserfall, den Reipsáfossur in den Nordatlantik mündet.

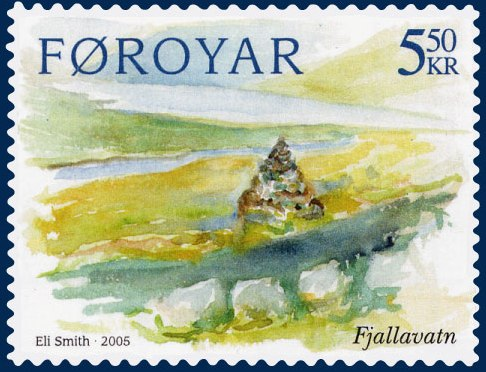
Das Fjallavatn auf einer Briefmarke von Eli Smith, 2005.

Der Wanderweg von Gásadalur nach Slættanes passiert den See an seiner Nordseite, während der Weg von Sørvágur nach Slættanes am Südufer vorbeiführt und dort den Weg von Vatnsoyrar schneidet. Wie auch im südlich gelegenen Leitisvatn sind Saiblinge häufige Fische, was den See attraktiv für Angler macht. Am Nordufer werden die größeren Exemplare gefangen.